# Liste der Monuments historiques in Placey
Die Liste der Monuments historiques in Placey führt die Monuments historiques in der französischen Gemeinde Placey auf.

## Liste der Immobilien
| Bezeichnung           | Beschreibung                                                    | Standort                 | Kennzeichnung | Schutzstatus | Datum | Bild           |
| --------------------- | --------------------------------------------------------------- | ------------------------ | ------------- | ------------ | ----- | -------------- |
| Wallburg Le Châtelard | mittelalterliche Burgstelle, vor dem 13. Jahrhundert aufgegeben | südlich des Ortes (Lage) | PA00135332    | Inscrit      | 1995  | weitere Bilder |